# Shahpur (Uttar Pradesh)
Shahpur – miasto w północnych Indiach w stanie Uttar Pradesh, na Nizinie Hindustańskiej.
Populacja miasta w 2001 roku wynosiła 17 186 mieszkańców.